# Pórozovo
Pórozovo (en ruso: Порозово) es una aldea en el óblast de Ivánovo de Rusia. Está situado a orillas del río Volga.

## Galería

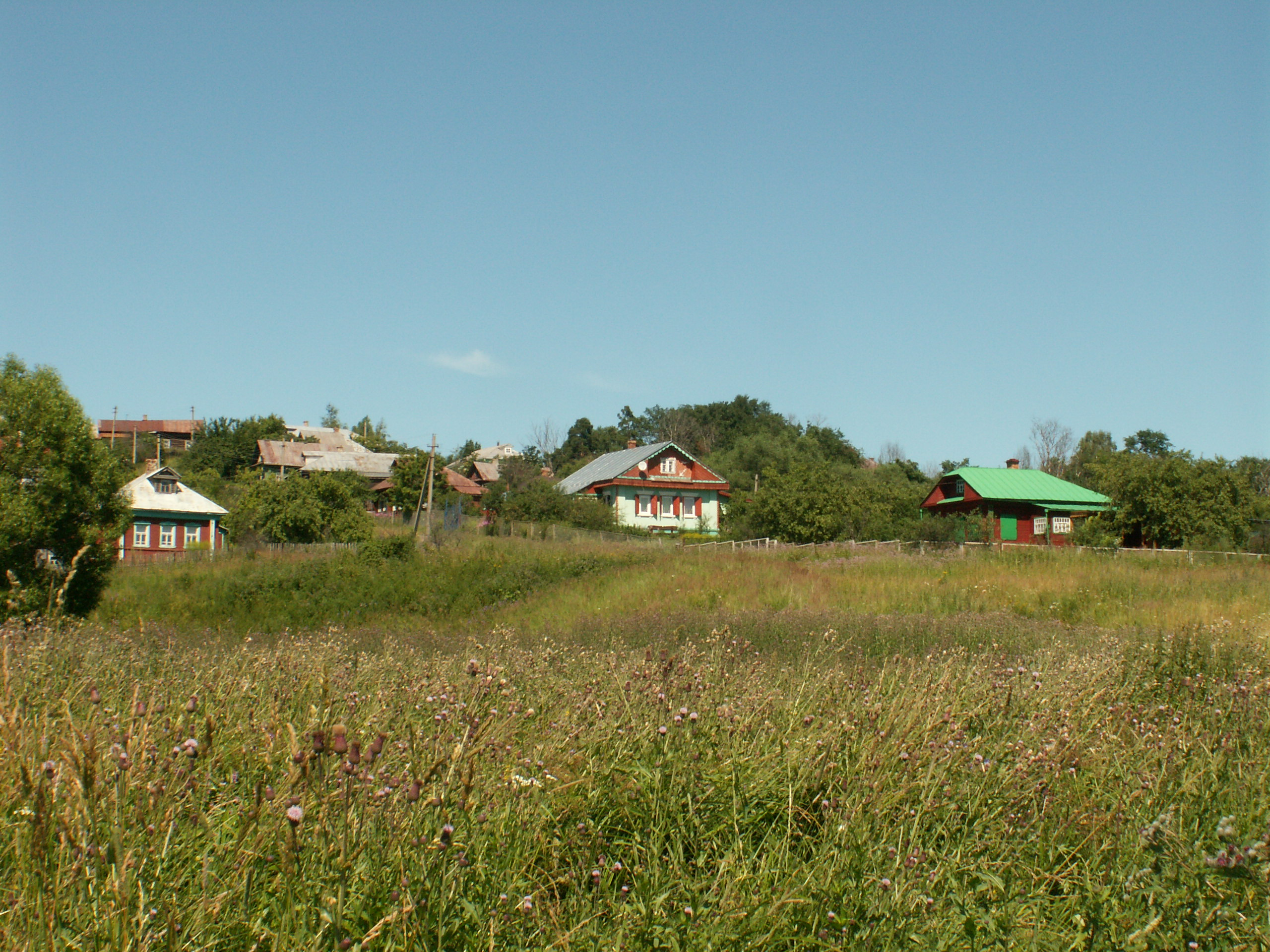
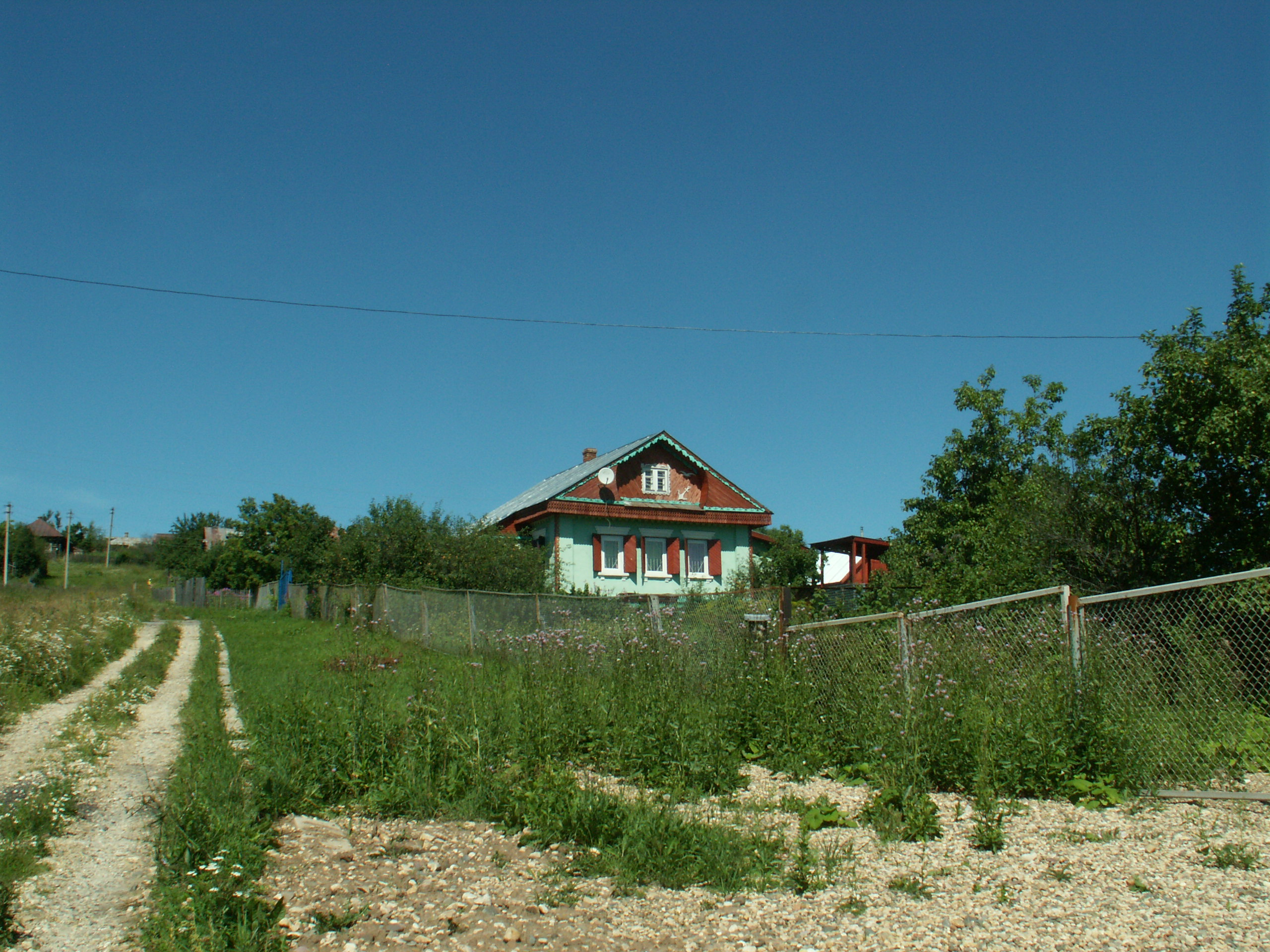
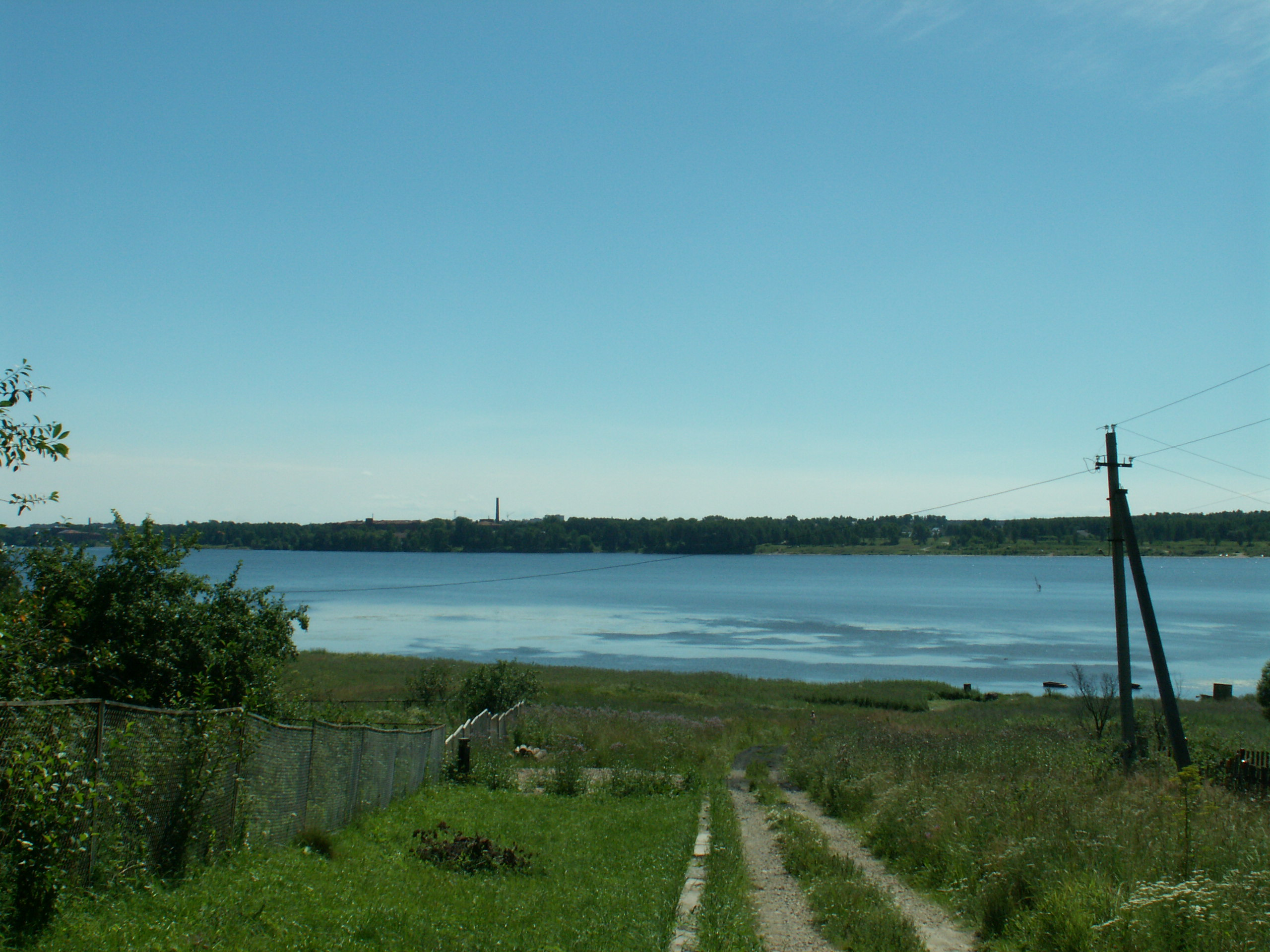
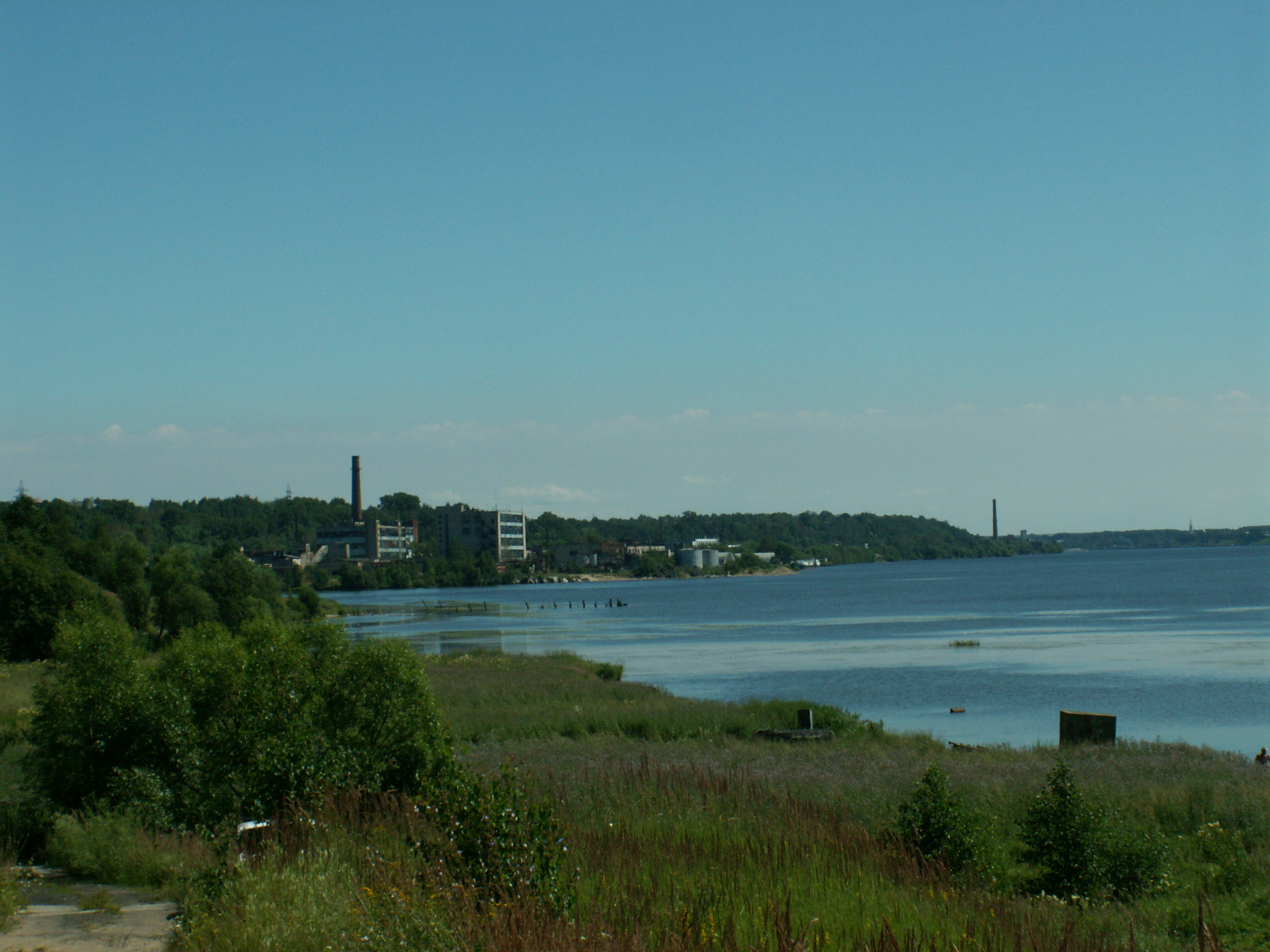
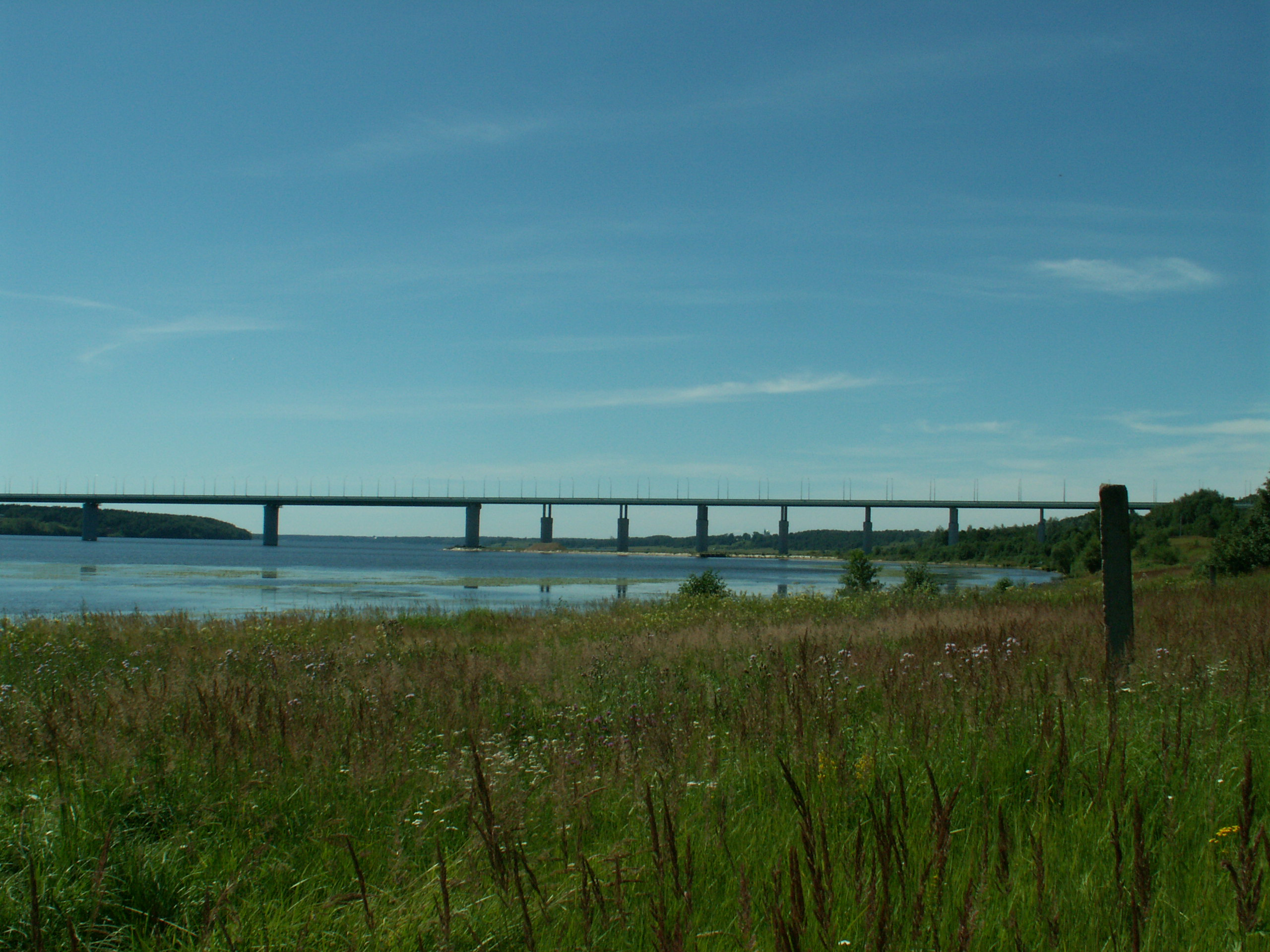

## Enlaces
- «Порозово — деревня, которой нет?» или «Порозово — старообрядческое гнездо?» (enlace roto disponible en Internet Archive; véase el historial, la primera versión y la última).
- Карта окрестностей Порозово

- Datos: Q957234
- Multimedia: Porozovo, Ivanovo Oblast / Q957234